# 李含青
李含菁（？—？），四川省保寧府巴州人，清朝政治人物、同進士出身。
光緒十五年（1889年），参加光緒己丑科殿試，登進士三甲69名。同年五月，著交吏部掣签，分发各省以知县即用。